# 어른들은 청어를 굽는다
"어른들은 청어를 굽는다"는 1996년에 개봉한 대한민국의 영화이다.

## 캐스팅
- 허준호 : 박공엽 역
- 이응경 : 서운영 역
- 박치순 : 박현동 역
- 이하얀 : 윤희봉 역
- 김상중 : 배현수 역
- 한범희 : 이동수 역
- 김경진 : 허승희 역
- 최준용 : 선생님 역
- 이희구 : 운전교관 역
- 안현희 : 담혜 역
- 이혜진 : 호명 역
- 이승환 : 인철 역
- 이승혁 : 경호 역
- 김윤희 : 담혜 모 역
- 정성국 : 담혜 모 애인 역
- 차준호 : 호명 부 역
- 노승일 : 박대리 역
- 김금숙 : 미스김 역
- 김민 : CF사내 역
- 원준 : 노점상 역
- 유종근 : 경비 역
- 박세범 : 수위 역
- 최일순 : 잡상인 역
- 명성진 : 임표상 역
- 김혜현 : 호스티스 역
- 공태하 : 형사 역
- 이수빈 : 나래텔점원 역
- 서동욱 : 택시기사1 역
- 이승찬 : 택시기사2 역
- 최영일 : 택시기사3 역
- 목양시네마 예술원 : 보조출연 역